# Sebastian Köthe
Sebastian Köthe (* 1988 in Essen) ist ein deutscher Drehbuchautor, Kulturwissenschaftler, Publizist sowie Mitglied eines Theaterkollektivs als Autor und Dramaturg.

## Leben und Wirken
Köthe absolvierte ein Drehbuchstudium an der Deutschen Film- und Fernsehakademie Berlin und ein Studium der Kulturwissenschaft und Philosophie an der Humboldt-Universität  Berlin und wurde am Graduiertenkolleg „Das Wissen der Künste“ der Universität der Künste Berlin promoviert. Seit 2022 ist Köthe wissenschaftlicher Mitarbeiter am Forschungsschwerpunkt Ästhetik der Zürcher Hochschule der Künste. Sein aktuelles Forschungsprojekt trägt den Titel Schwacher Trost im Angesicht der Shoah. Seine Dissertation erschien 2023 unter dem Titel Guantánamo bezeugen. Sie dokumentiert die Geschichte von Widerstand und Folter im Gefangenenlager Guantánamo Bay anhand der Zeugnisse der Gefangenen und wurde mit dem Dissertationspreis der Kulturwissenschaftlichen Gesellschaft ausgezeichnet.
Erste Drehbücher verfasste Köthe für die Kurzfilme Tourist und Die Meinige. 2013 schrieb er das Drehbuch für den Kurzfilm Wie sie sehen. Im selben Jahr verfasste er das Drehbuch für den Fernsehfilm Jetzt Jetzt Jetzt. Der Film feierte seine deutsche Fernsehpremiere am 23. April 2013 auf rbb, wurde aber auch auf mehreren Filmfestivals, wie am 14. Oktober 2013 auf dem Internationalen Filmfestival Warschau gezeigt. 2016 folgte die Dokumentation à propos: philosophie, für die er zusätzlich als Regisseur und Produzent in Erscheinung trat. 2017 schrieb er das Drehbuch für den Kurzfilm Konstruktion.
2022 gab er die Anthologie Gedichte aus Guantánamo heraus mit 22 Gedichten von Gefangenen aus dem Lager Guantánamo und einem Nachwort, das die Geschichte des Lagers, der Gedichte und ihrer Rezeption erzählt. Die Anthologie wurde im Feuilleton kontrovers diskutiert. Sie wurde im Februar 2023 (Platz 9) und März 2023 (Platz 5) auf die SWR-Bestenliste gewählt.
Seit 2021 Köthe Autor beim Theaterkollektiv copy&waste. Mit copy&waste verfasste er den Theater-Film Besides, It's Always Been The Others Who Died sowie das 2023 im Ballhaus Ost uraufgeführte Stück bye, bye, bye.

## Filmografie (Auswahl)
- 2012: Tourist (Kurzfilm)
- 2012: Die Meinige (Kurzfilm)
- 2013: Wie sie sehen (Kurzfilm)
- 2013: Jetzt Jetzt Jetzt (Fernsehfilm)
- 2016: à propos: philosophie (Dokumentation; zusätzlich Regie und Produktion)
- 2017: Konstruktion (Kurzfilm)

## Schriften (Auswahl)
- Guantánamo bezeugen. transcript, Bielefeld 2023, ISBN 978-3-8376-6681-6.
- als Hrsg.: Gedichte aus Guantánamo. Matthes & Seitz, Berlin 2022, ISBN 978-3-7518-0808-8.
- als Hrsg. mit Barbara Gronau, Adam Czirak: Gewaltsames Wissen. Szenographien der Desubjektivierung. Fink, Paderborn 2023, ISBN 978-3-7705-6085-1.
- als Hrsg. mit Beate Absalon, Nina Franz, Andreas Gerlach, Antonio Lucci, Stephan Zandt: Empfangen. Die andere Seite der Gabe. De Gruyter, Berlin 2023, ISBN 978-3-11-121376-7.